# Хлебодаровка (Татарстан)
Хлебодаровка — деревня в Алькеевском районе Татарстана. Входит в состав Салманского сельского поселения.

## География
Находится в южной части Татарстана на расстоянии приблизительно 13 км по прямой на северо-северо-запад от районного центра села Базарные Матаки у речки Салманка.

## История
Основана во второй половине XVIII века.

## Население
Постоянных жителей было: в 1859 году — 709, в 1908 — 709, в 1920 — 713, в 1926 — 529, в 1938 — 363, в 1949 — 216, в 1958 — 172, в 1970 — 142, в 1979 — 97, в 1989 — 73, в 2002 — 139 (русские 57 %, татары 31 %), 119 — в 2010.